# Equilibrio de rocas

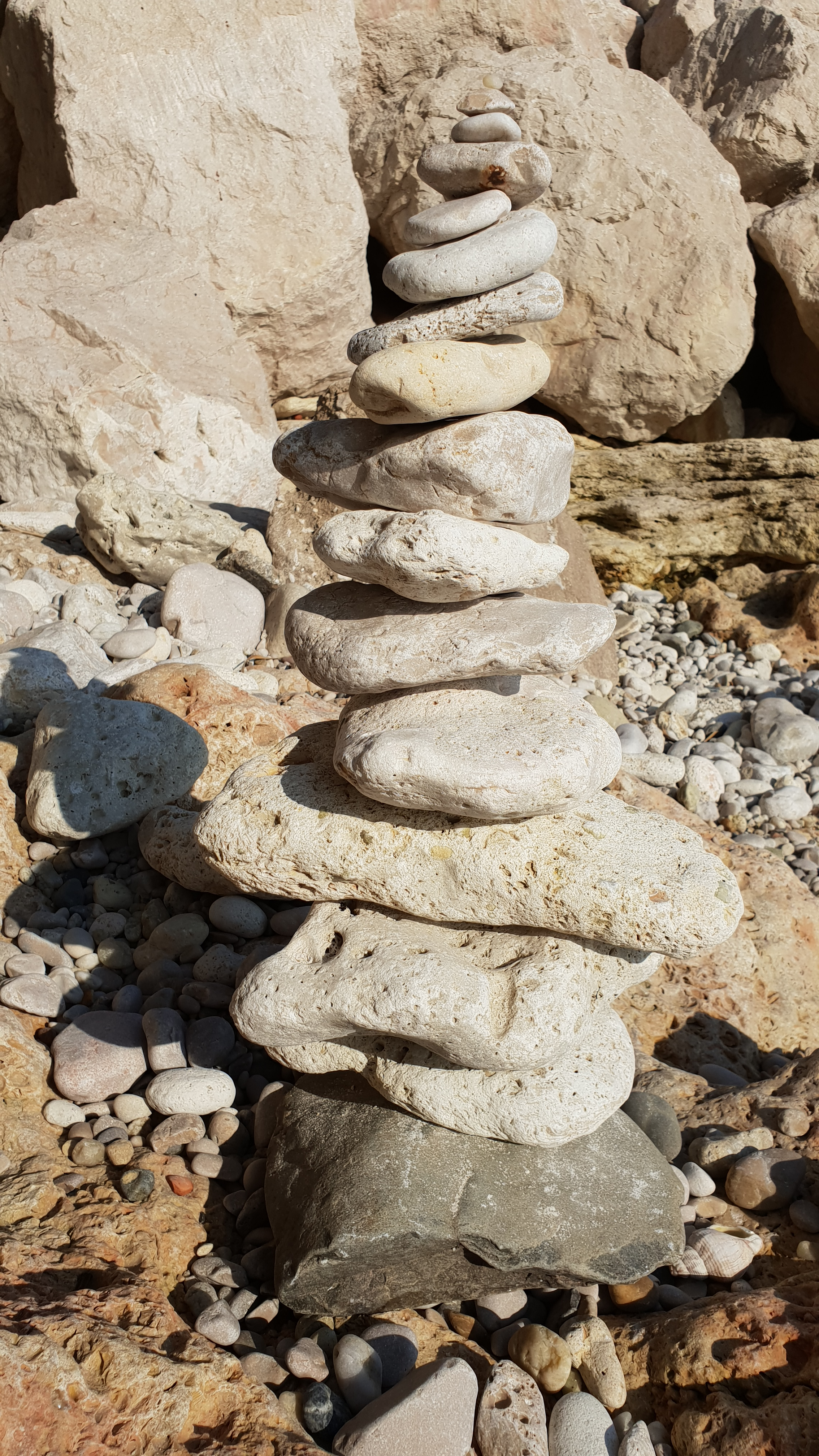
Un montón de rocas en Sausset-les-Pins, Bouches-du-Rhône, Francia

El equilibrio de rocas o equilibrio de piedras es un arte, disciplina o pasatiempo en el que las rocas se equilibran una encima de la otra en varias posiciones sin el uso de adhesivos, cables, soportes, anillos o cualquier otro artilugio que pudiera ayudar a mantener el equilibrio de la construcción. La cantidad de pilas de rocas creadas de esta manera en áreas naturales ha comenzado recientemente a preocupar a los conservacionistas porque pueden desviar a los excursionistas, exponer el suelo a la erosión, inmiscuirse estéticamente en el paisaje natural y no tienen ningún propósito.

## Descripción
El equilibrio de rocas puede ser un arte escénico, un espectáculo o una devoción, dependiendo de la interpretación de su audiencia. Esencialmente, implica colocar alguna combinación de roca o piedra en organizaciones que requieren paciencia y sensibilidad, y que parecen ser físicamente imposibles mientras que en realidad son muy improbables. El equlibrador de rocas puede trabajar gratis o previo pago, como individuo o en grupo, y sus intenciones y las interpretaciones de la audiencia pueden variar según la situación o el lugar.[cita requerida]
El equilibrio de rocas también se ha descrito como un tipo de resolución de problemas, y algunos artistas lo consideran una habilidad de la conciencia. Algunos trabajos han sido descritos como trucos de magia para la mente. Al igual que con otras formas de arte público independiente, algunas instalaciones pueden crearse en áreas remotas donde puede haber poca o ninguna audiencia. Un cairn, que se utiliza para marcar senderos, también es una colección de rocas apiladas, pero estas suelen ser más duraderas.[cita requerida]

## Estilos
- Apilamiento de rocas: rocas colocadas una sobre otra a gran altura.
- Equilibrio clásico: cada roca equilibrada en línea.
- Contrapeso: las rocas inferiores dependen del peso de las rocas superiores para mantener el equilibrio.
- Arco: las rocas forman una estructura que se extiende por un espacio. Similar a la arquitectura de los antiguos puentes de piedra.
- Estilo libre: una combinación de dos o más de los anteriores.

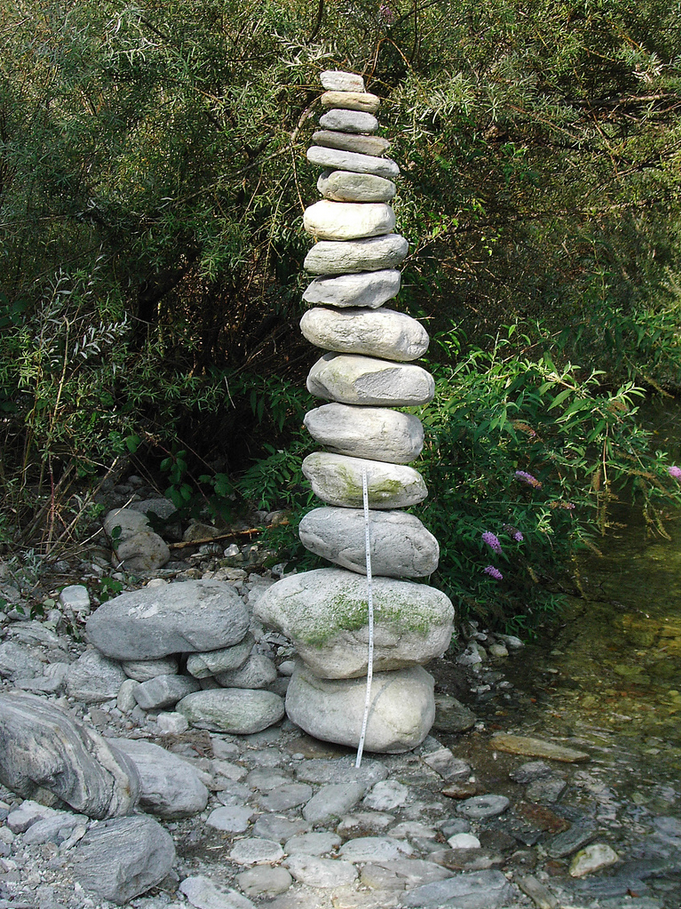
Apilamiento de rocas
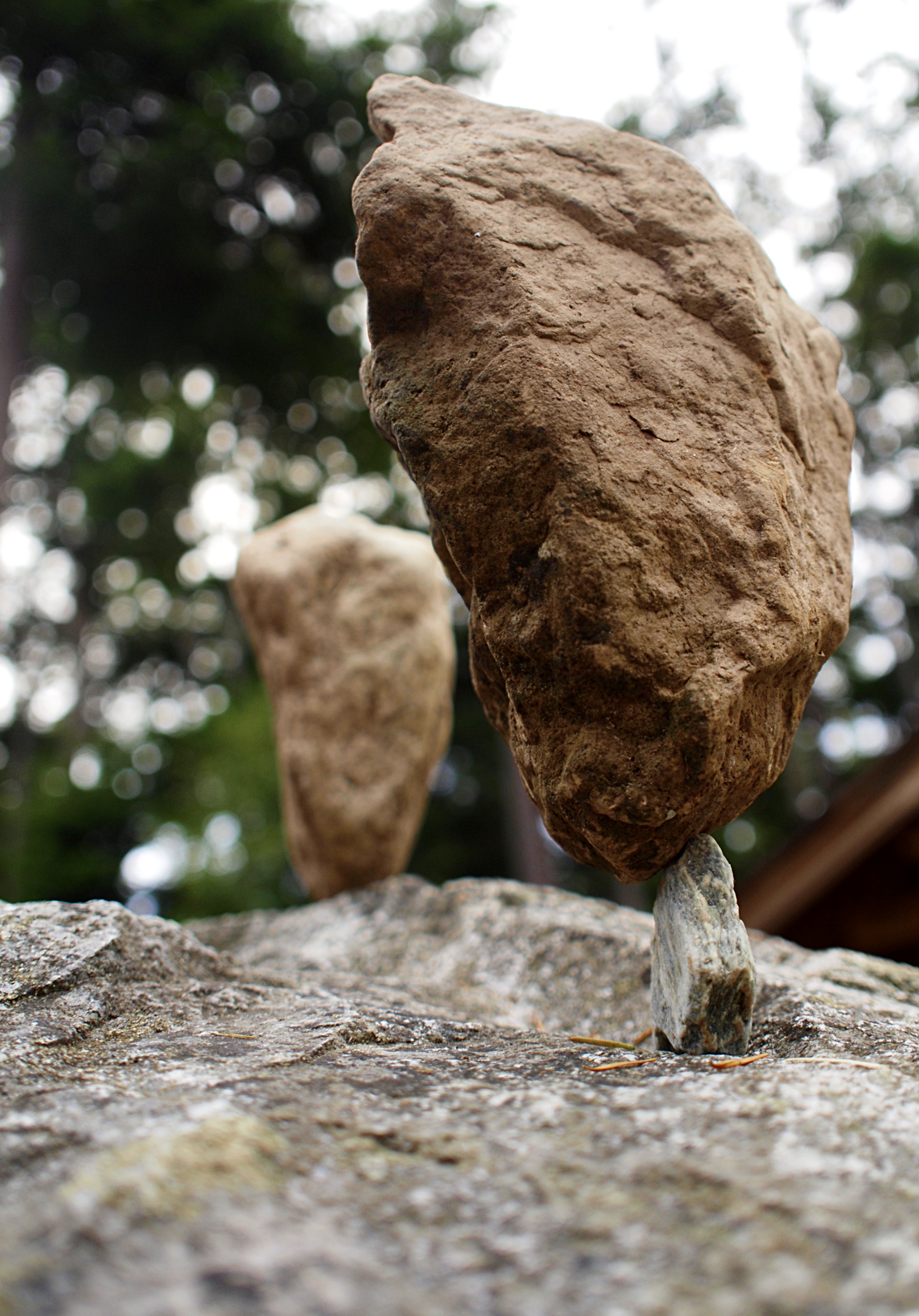
Equilibrio clásico
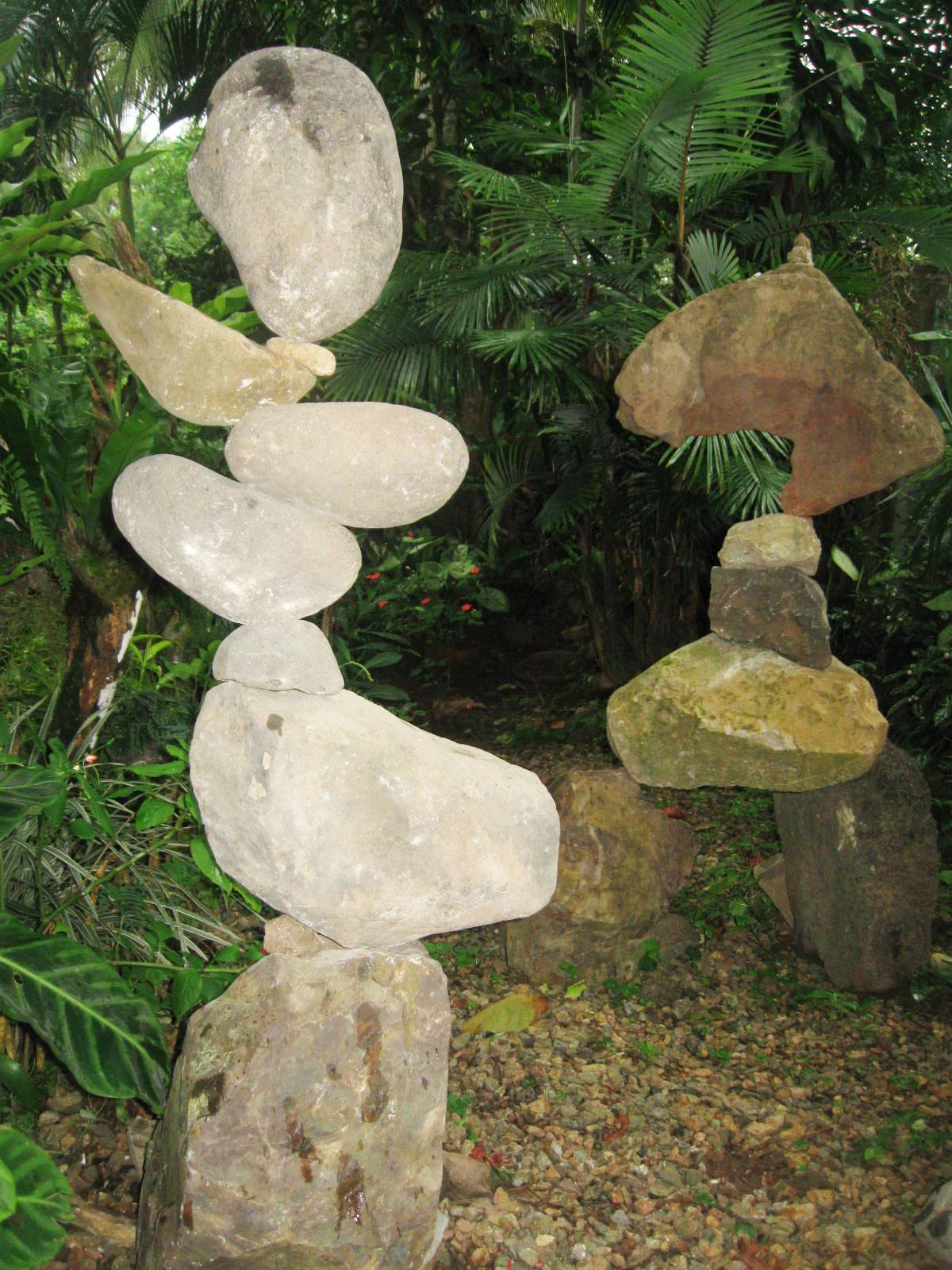
Estilo libre (contrapeso y equilibrio clásico)
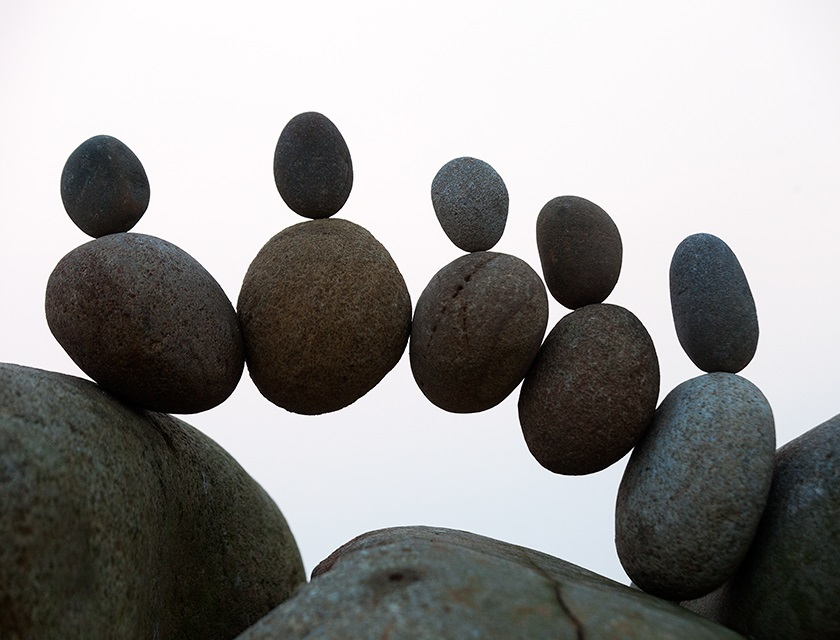
Un arco (con detalle clásico de equilibrio)

## Eventos

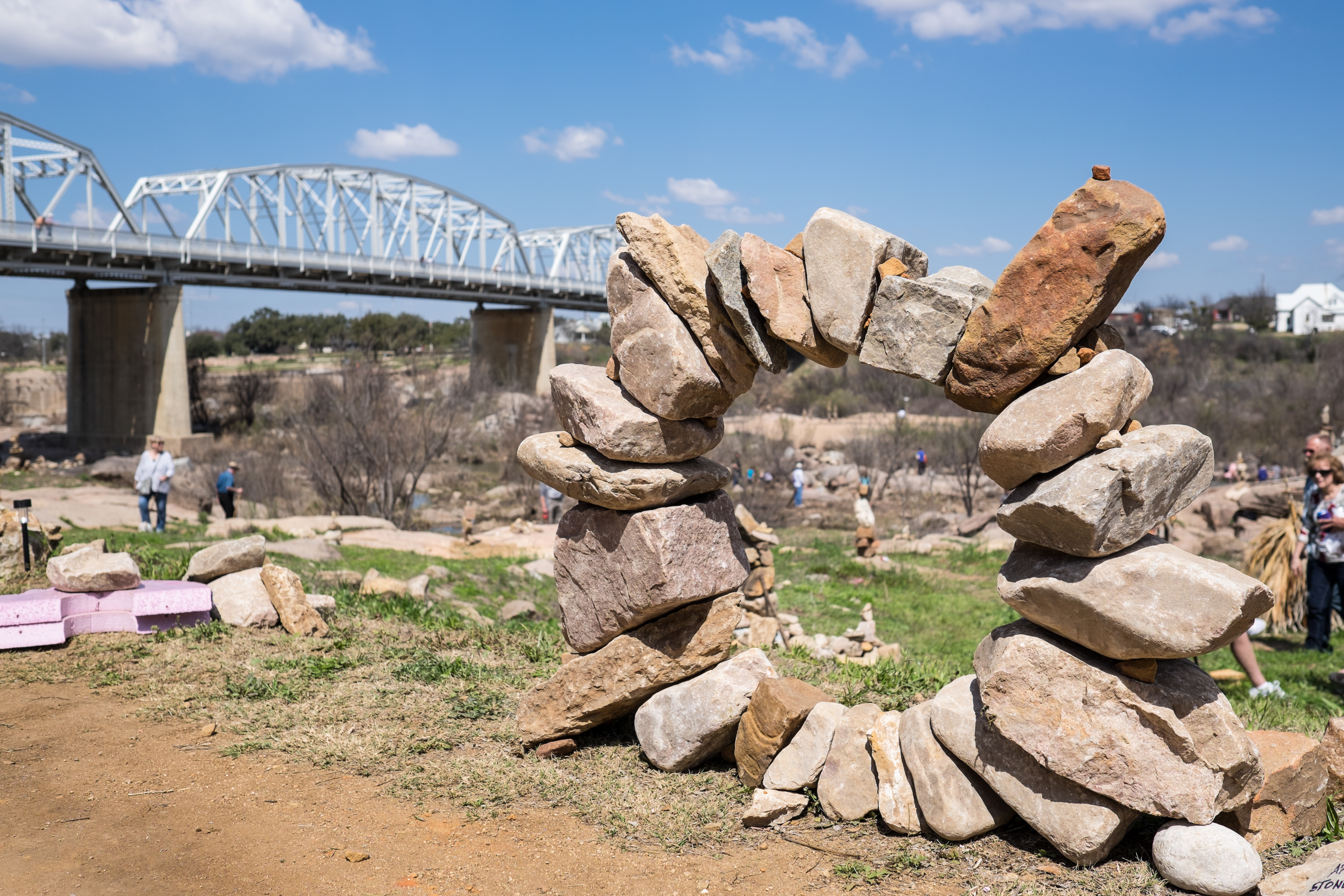
2014 Campeonato del Mundo de Equilibrio de Rocas en Llano, Texas

El Festival Anual de Arte de la Tierra Llano en Texas incluye una competición de equilibrio de rocas llamada "Campeonato Mundial de Equilibrio de Rocas", que se lleva a cabo a orillas del río Llano. Las competiciones durante la edición 2020 incluyen "pila de rocas más alta", "mejor equilibrador de rocas", "mejor constructor de arcos de roca", "la mayoría de las rocas en una sola torre" y "diseño de pila de rocas más artístico".

## En el contexto de las matemáticas y la física
La estabilidad de una estructura de roca depende de la ubicación del centro de masa de cada roca en relación con sus puntos de apoyo. Si otras rocas también están en la parte superior o en contacto con ella en algún punto, entonces las fuerzas (debido al peso) de otras rocas también juegan un papel. Para que una roca individual sea estable, normalmente requiere al menos el apoyo de tres puntos de contacto, formando un "trípode". En general, cuanto más cerca estén los puntos del trípode, menos estable será la roca (haciéndola más precaria y convirtiéndose en una escultura de equilibrio de roca, y muchos dirían que es más hermosa). Según la posición y la forma, los tres puntos de contacto pueden estar tan cerca que parece estar descansando de manera estable sobre un solo punto. Una roca en la parte superior de una escultura, por ejemplo, puede tener una forma redondeada, pero ser aproximadamente plana y orientada horizontalmente, y estar en un estado de equilibrio.
La estabilidad de una estructura también se ve afectada por la fricción entre rocas, especialmente cuando las rocas se colocan unas sobre otras en ángulo. Una estructura puede volcarse (colapsar) en función de la magnitud de otros fenómenos, como el viento, la lluvia, la nieve y la vibración localizada del suelo o la actividad sísmica general.

## Oposición
Algunos visitantes de áreas naturales que desean experimentar la naturaleza en su estado inalterado se oponen a esta práctica, especialmente cuando se inmiscuye en espacios públicos como parques nacionales, bosques nacionales y parques estatales. Se afirma que la práctica del equilibrio de rocas se puede realizar sin cambios en la naturaleza; La artista ambiental Lila Higgings lo ha defendido como compatible con los ideales de no dejar rastro si las rocas se usan sin impactar la vida silvestre y luego se devuelven a sus lugares originales, y algunos estilos de equilibrio de rocas son de corta duración. Sin embargo, "perturbar o recolectar elementos naturales (plantas, rocas, etc.) está prohibido" en los parques nacionales de los Estados Unidos porque estos actos pueden dañar la flora y fauna que dependen de ellos.
Algunos entusiastas de las actividades al aire libre también se oponen, ya que las pilas de rocas o "mojones" se utilizan tradicionalmente con el propósito de orientar en algunos senderos del bosque. Tener pilas de rocas ornamentales puede confundir a quienes confían en ellas como marcadores de senderos.

## Artistas notables
- Adrian Gray, artista británico especializado en fotografía y esculturas de equilibrio de piedra
- Andy Goldsworthy, artista para quien el equilibrio de rocas es un subconjunto menor de sus "Colaboraciones con la naturaleza"
- Bill Dan, artista estadounidense
- Michael Grab, artista del equilibrio y fotógrafo, nacido en Alberta, Canadá[11]

## Galería

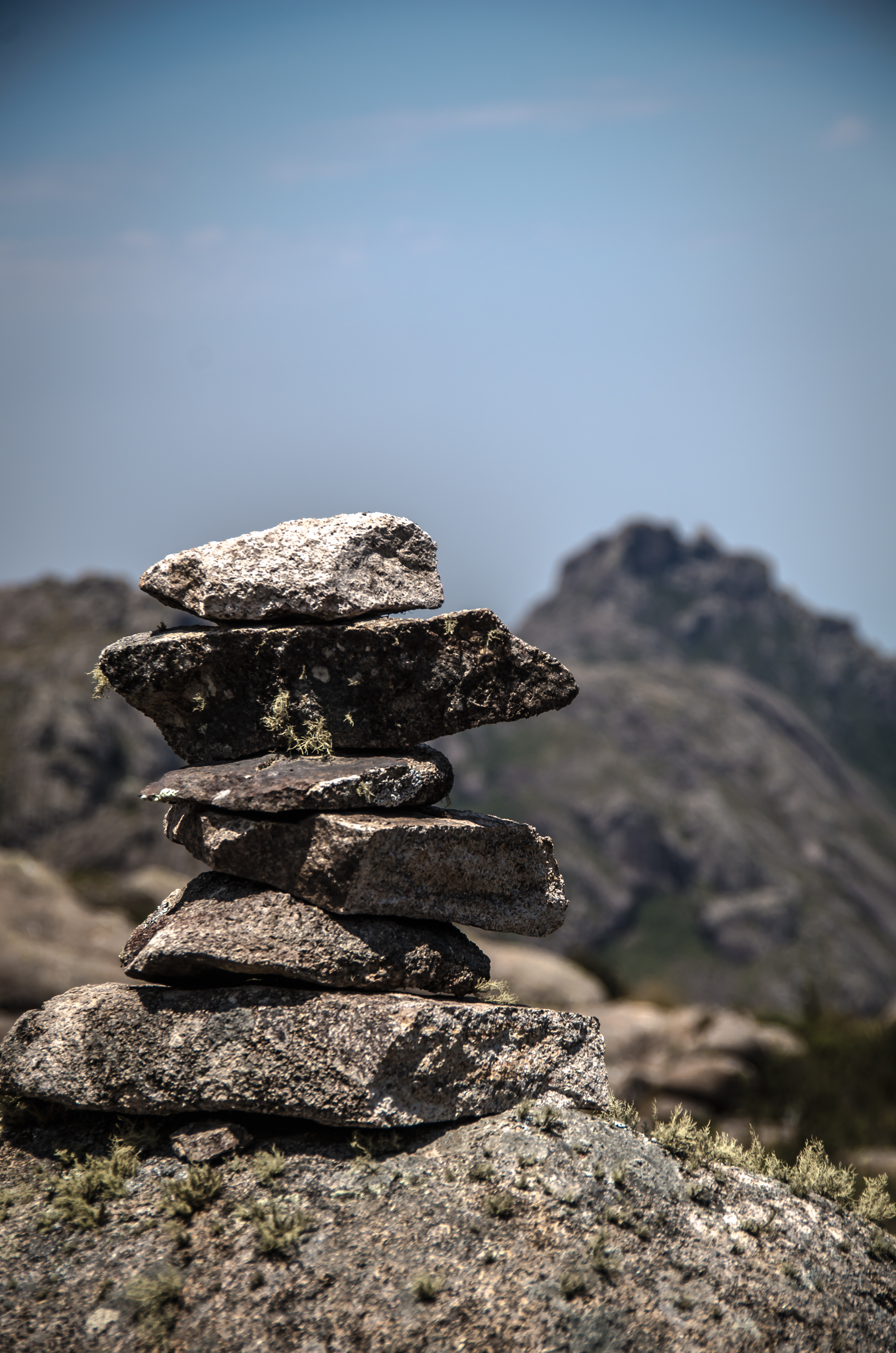
Brasil
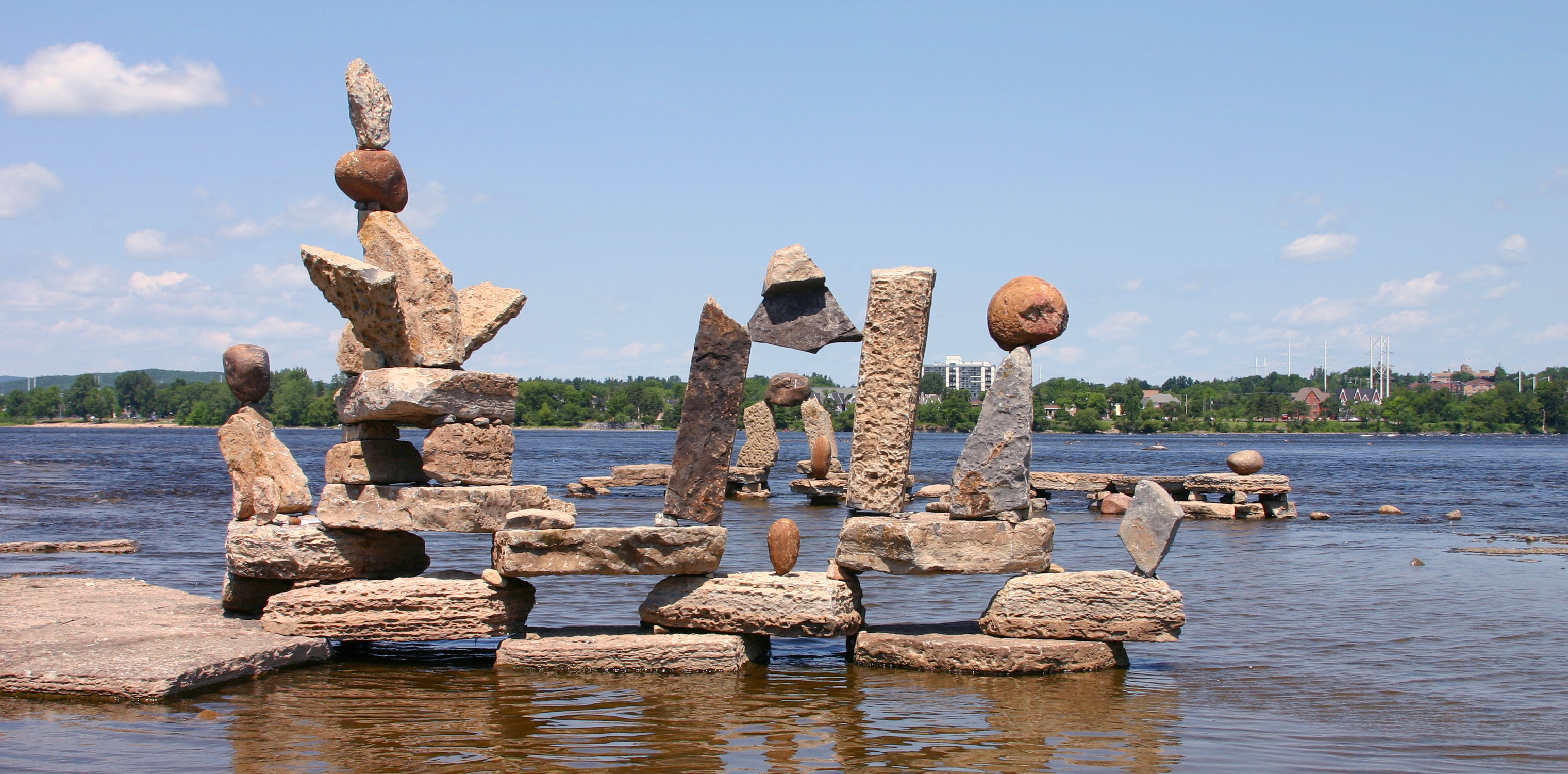
Canadá
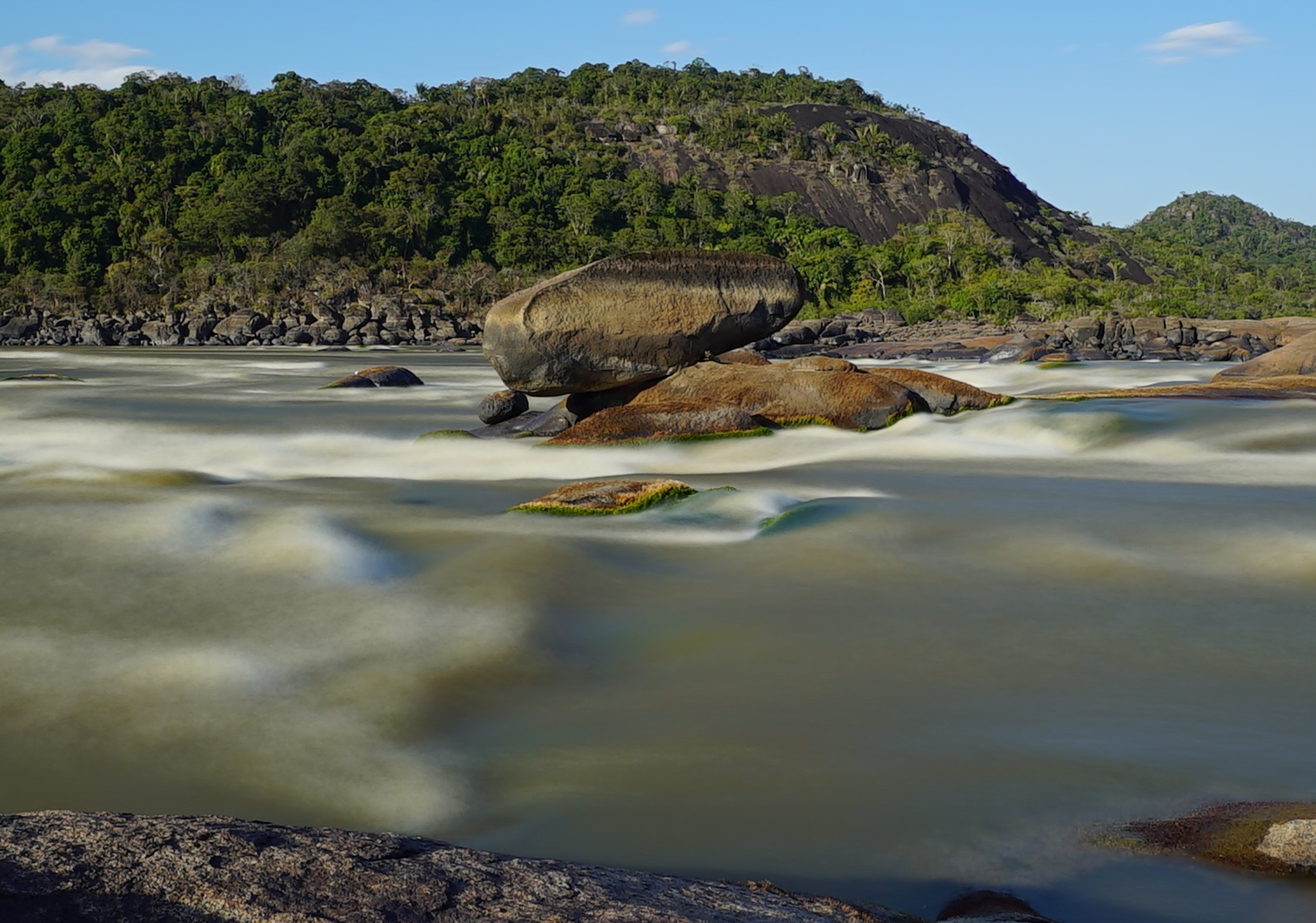
Colombia (Una formación natural en el Parque Nacional El Tuparro)
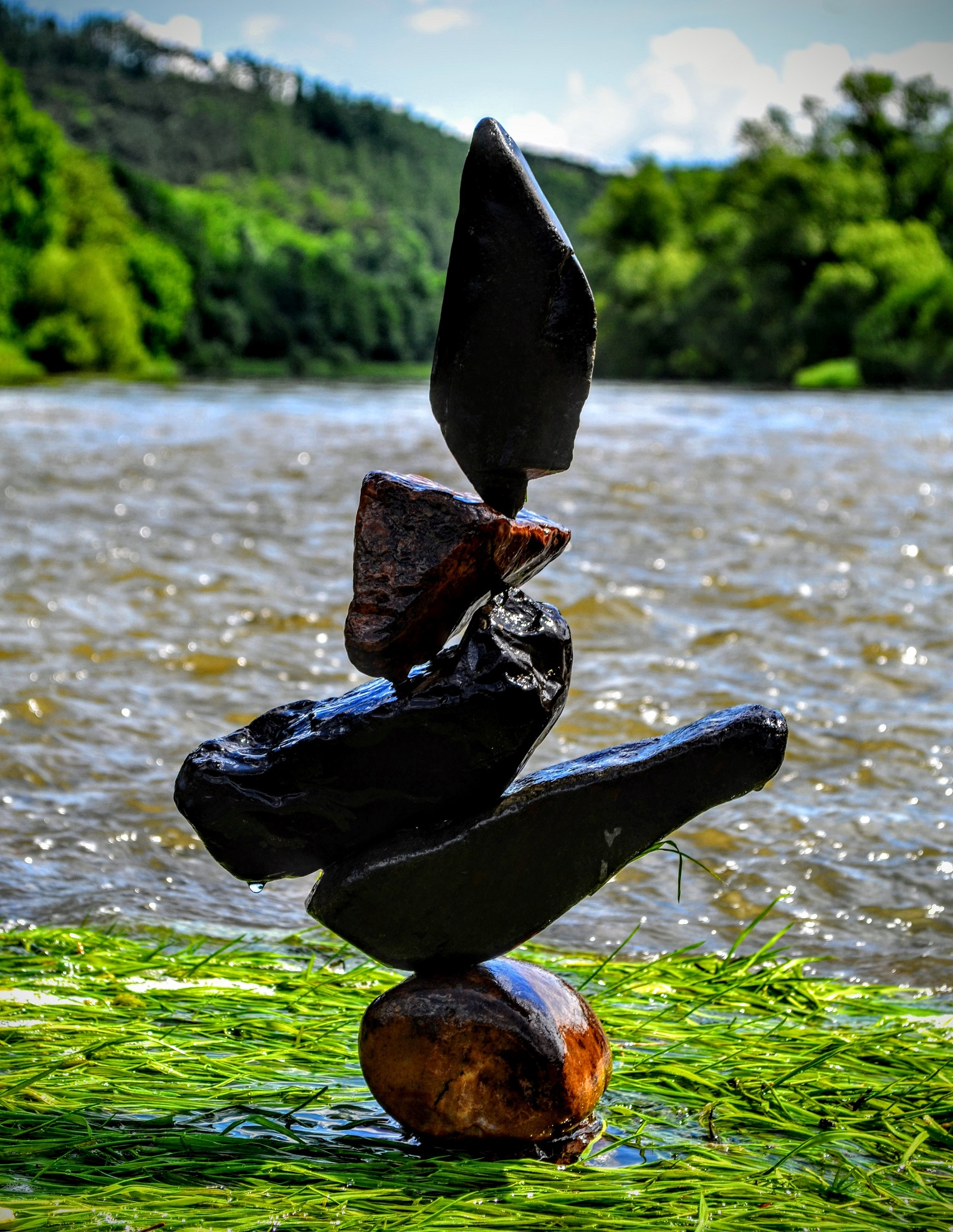
Republica Checa
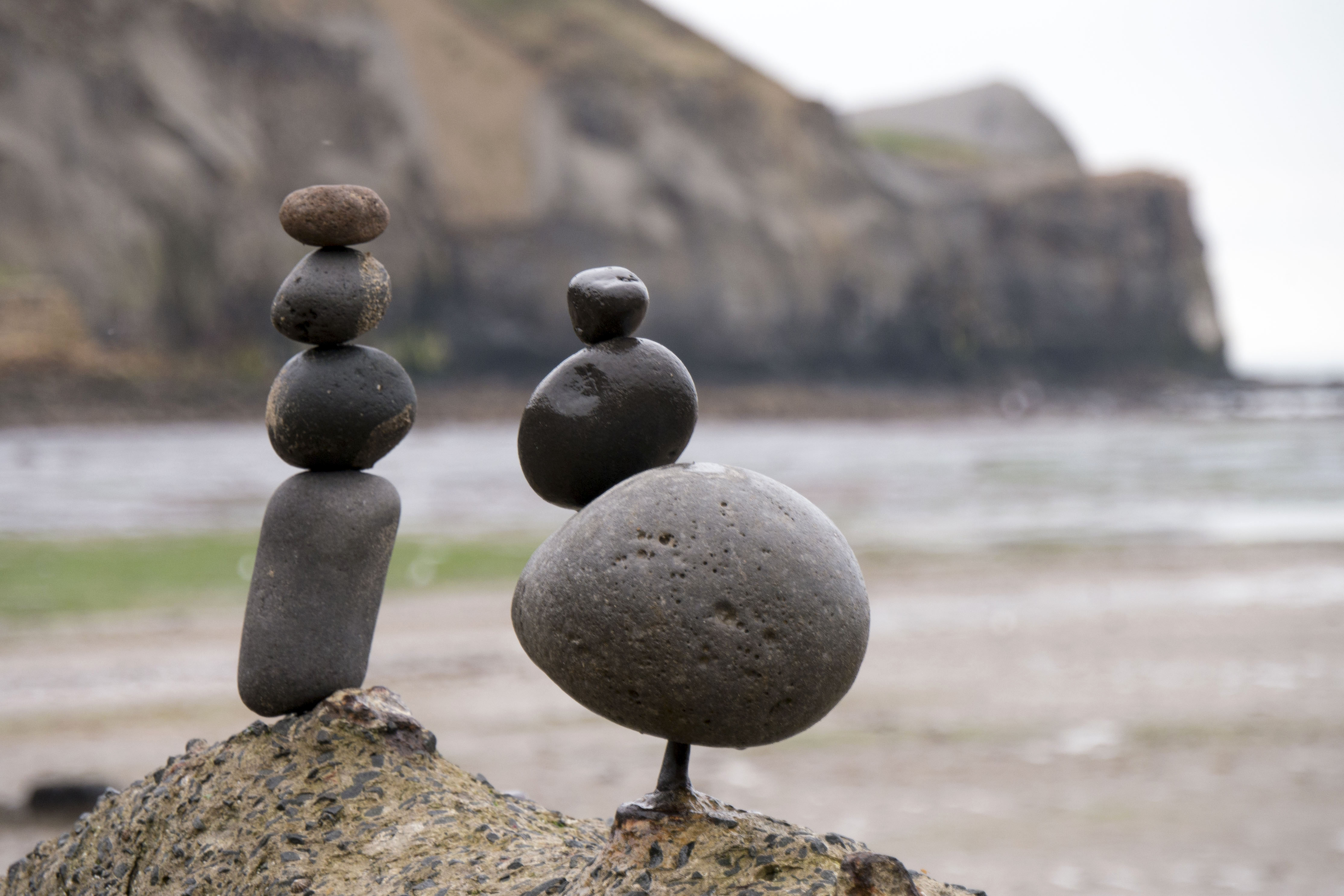
Inglaterra
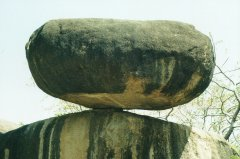
India
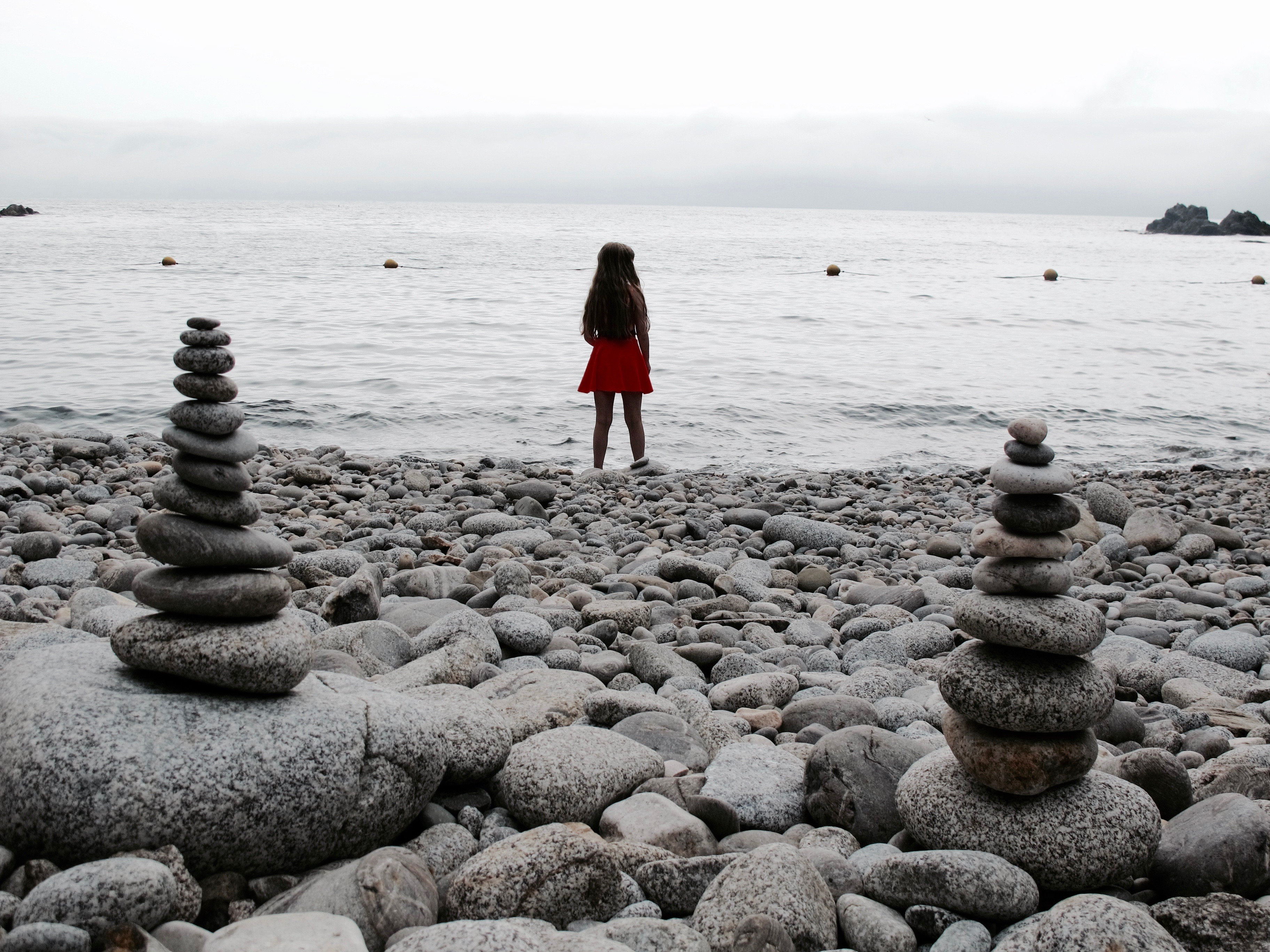
España
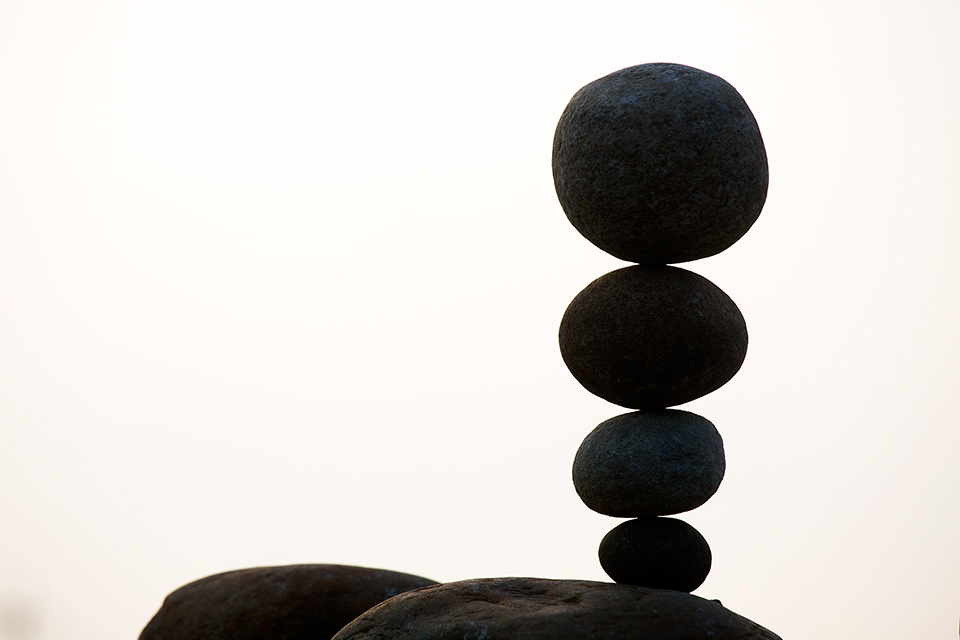
Taiwán
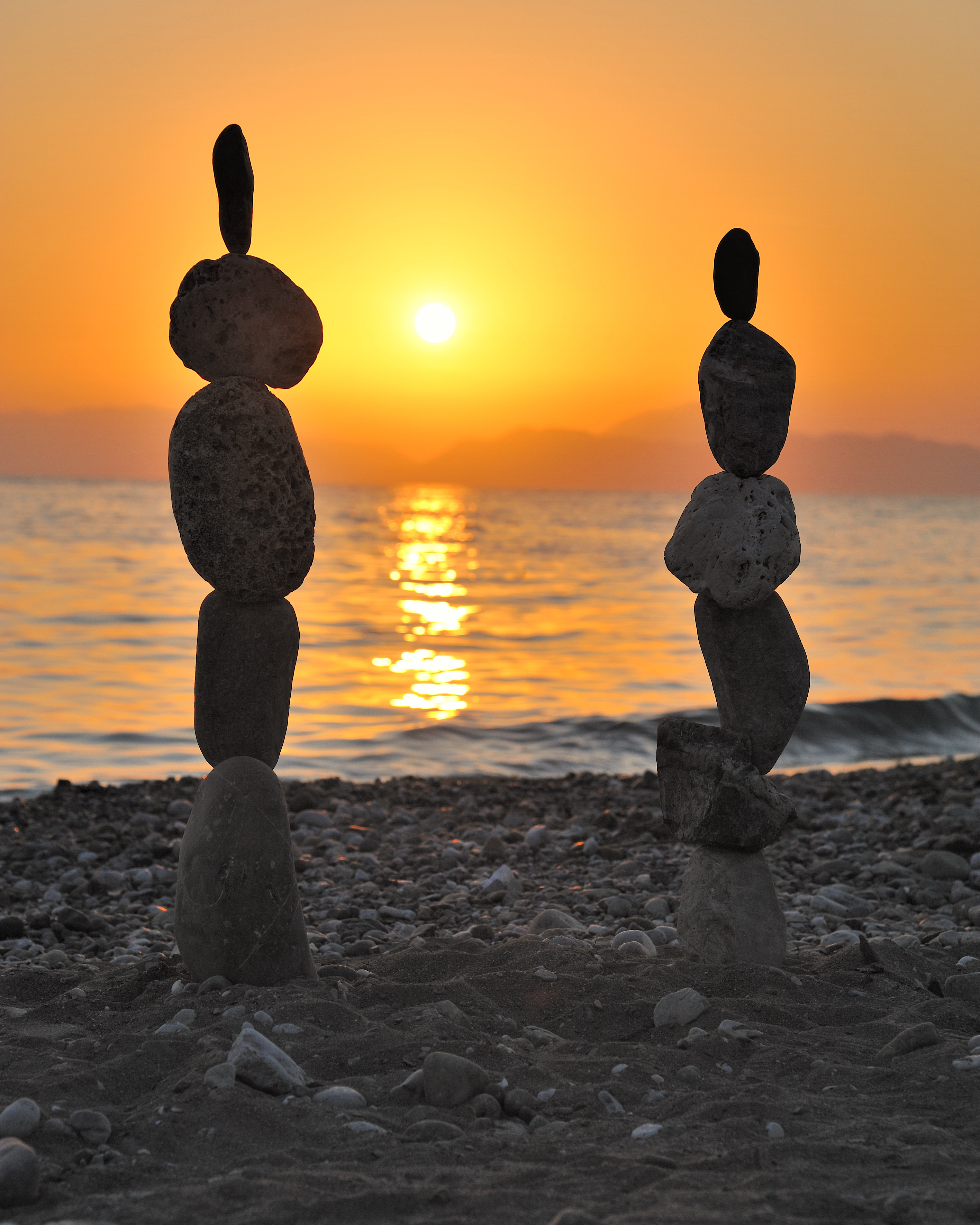
Turquía
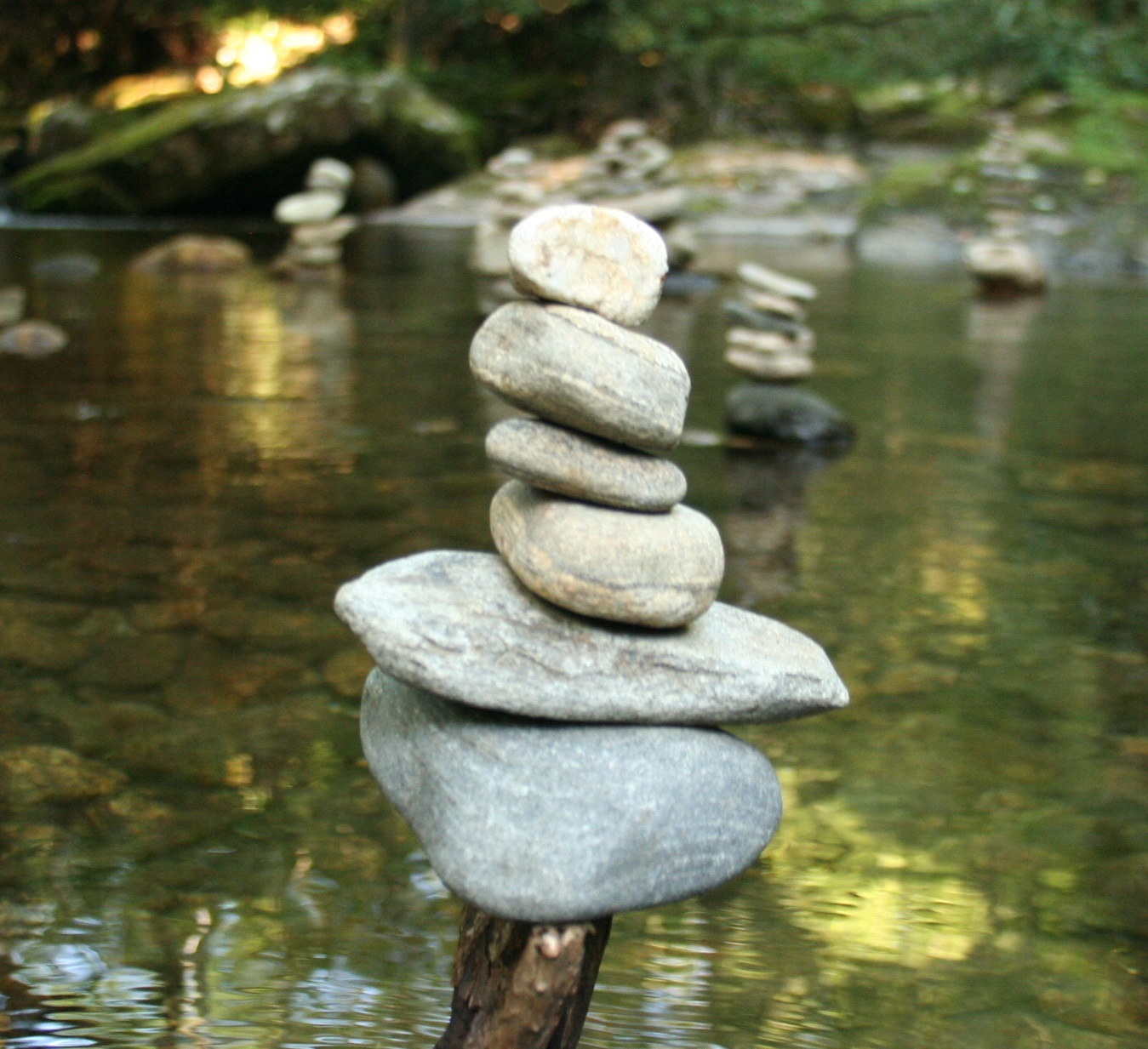
Estados Unidos
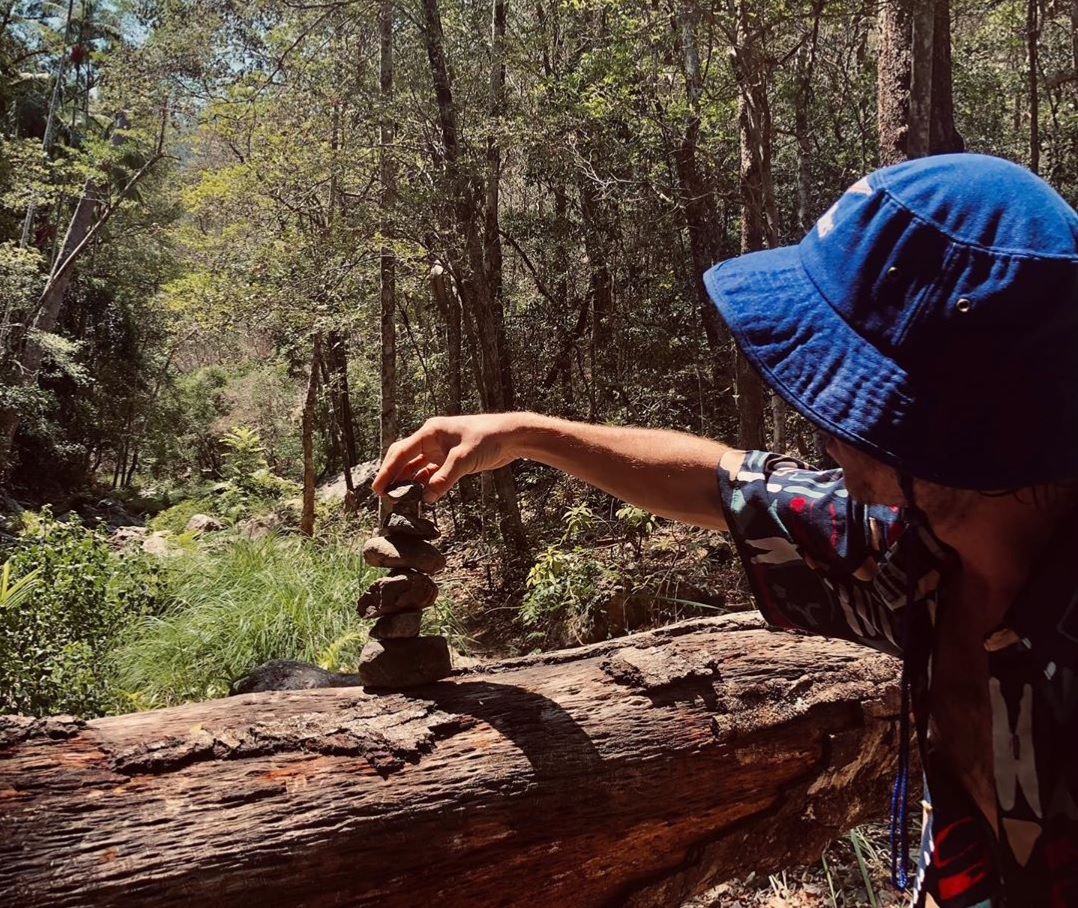
Australia
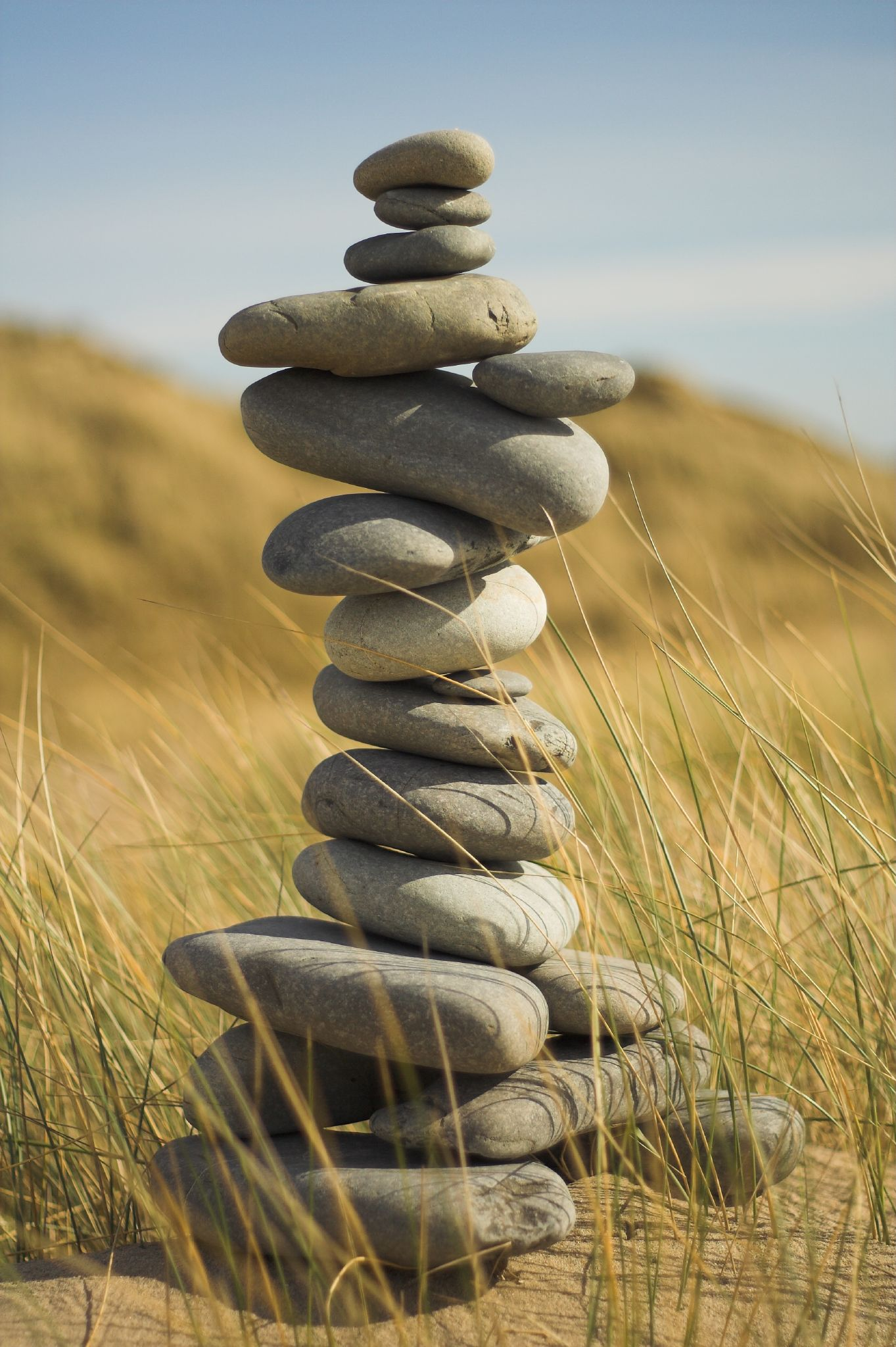
Reino Unido
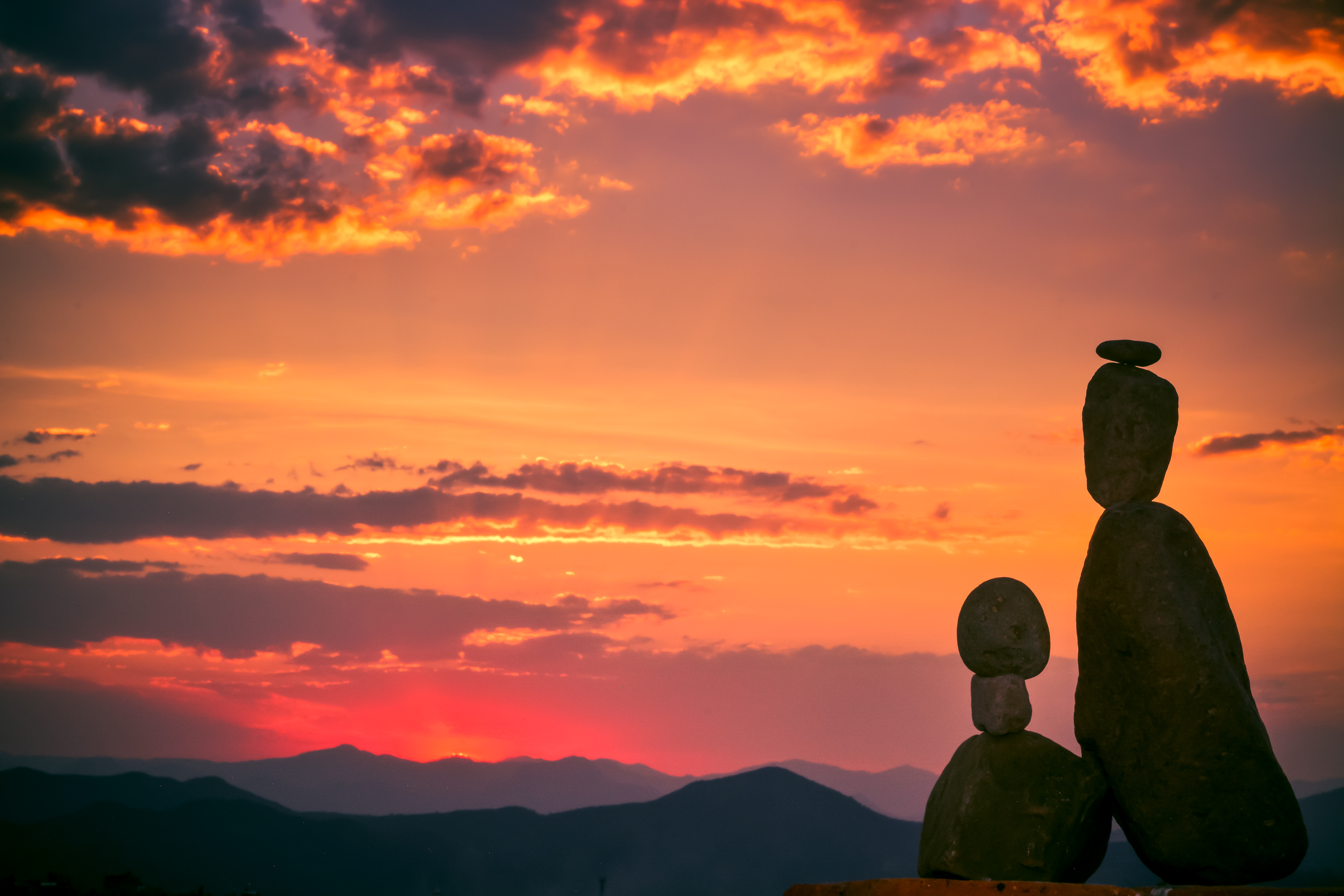
"Futuro" Rock Balancing en Zitácuaro, Michoacán, México.